# Frăsinet (okręg Teleorman)
Frăsinet – wieś w Rumunii, w okręgu Teleorman, w gminie Frăsinet. W 2011 roku liczyła 1852 mieszkańców.